# Banano de Costa Rica
El banano de Costa Rica es junto al café y el cacao uno de los importantes productos agrícolas de exportación, con una importante incidencia en la economía, cultura e identidad nacional. Actualmente Costa Rica exporta un promedio de 100 millones de cajas de banano (1,87 millones de toneladas métricas) equivalente al 10% de la exportación mundial. Además del banano criollo para el consumo local e industrial dado su excelente sabor y calidad, produciéndose mucho con calidad orgánica.

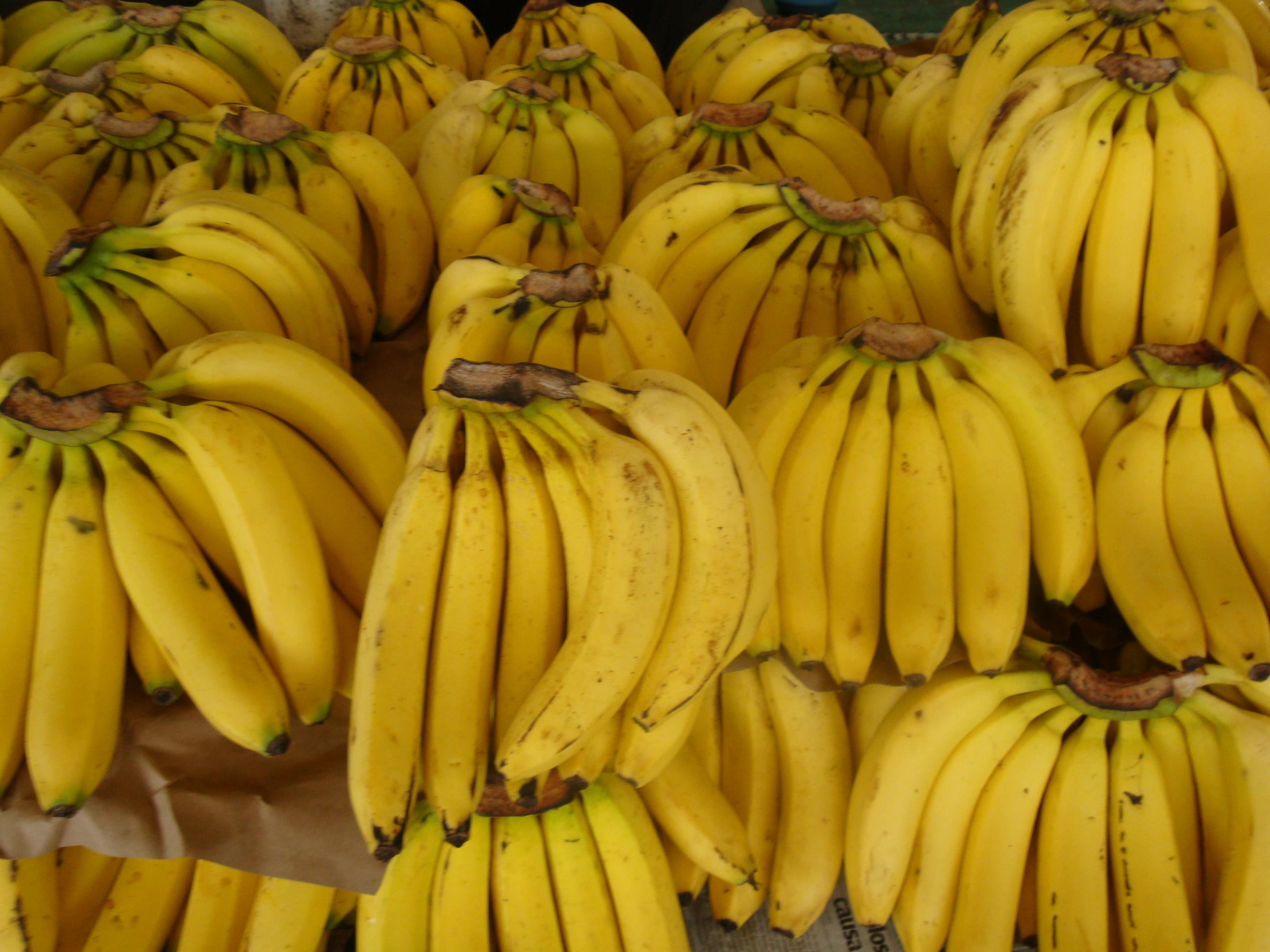
Bananos para consumo local.

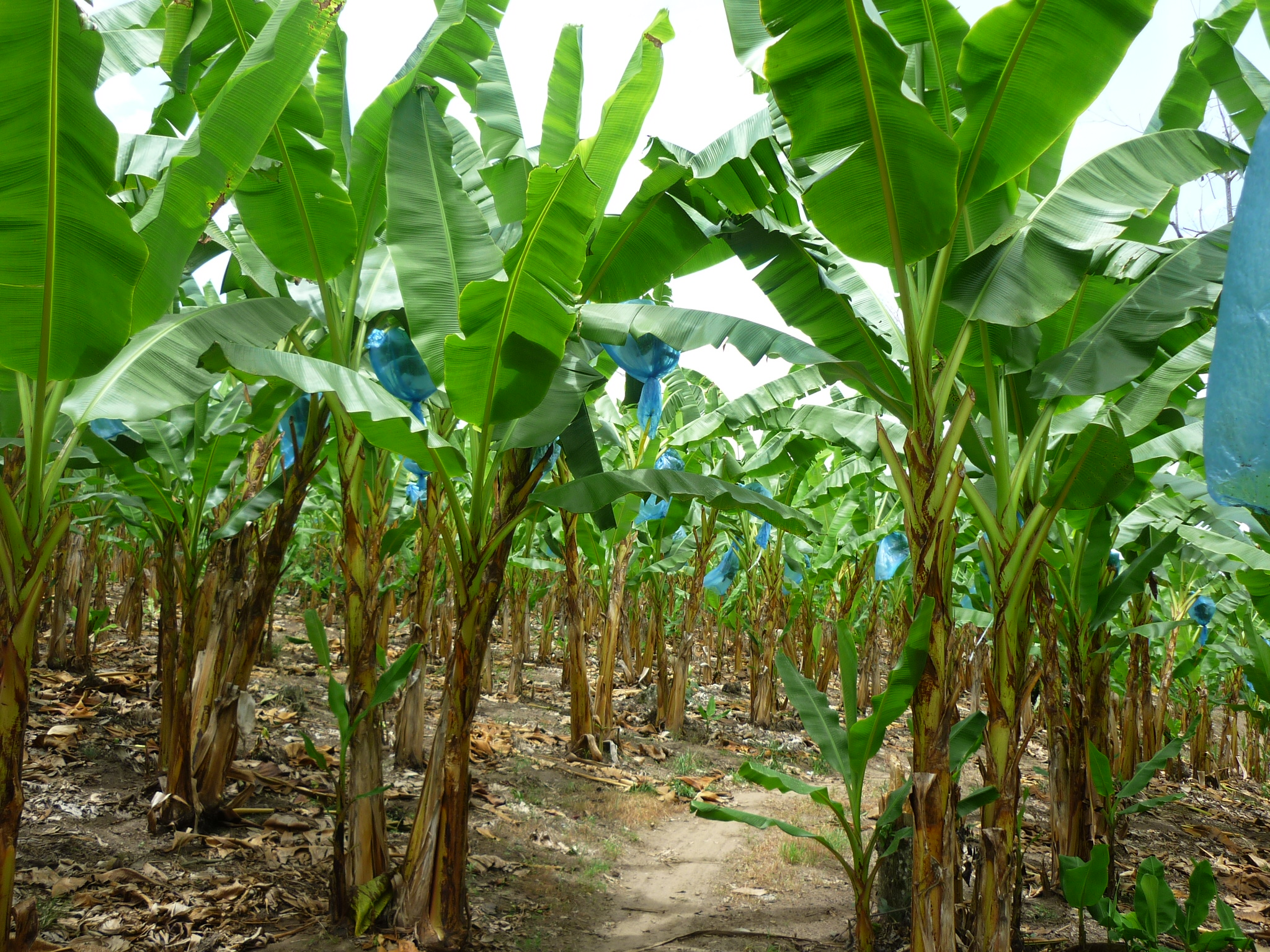
Cultivo del banano, cientos de miles de hectáreas de monocultivo, que originaron tierras áridas y contaminadas con el uso intensivo de agroquímicos.

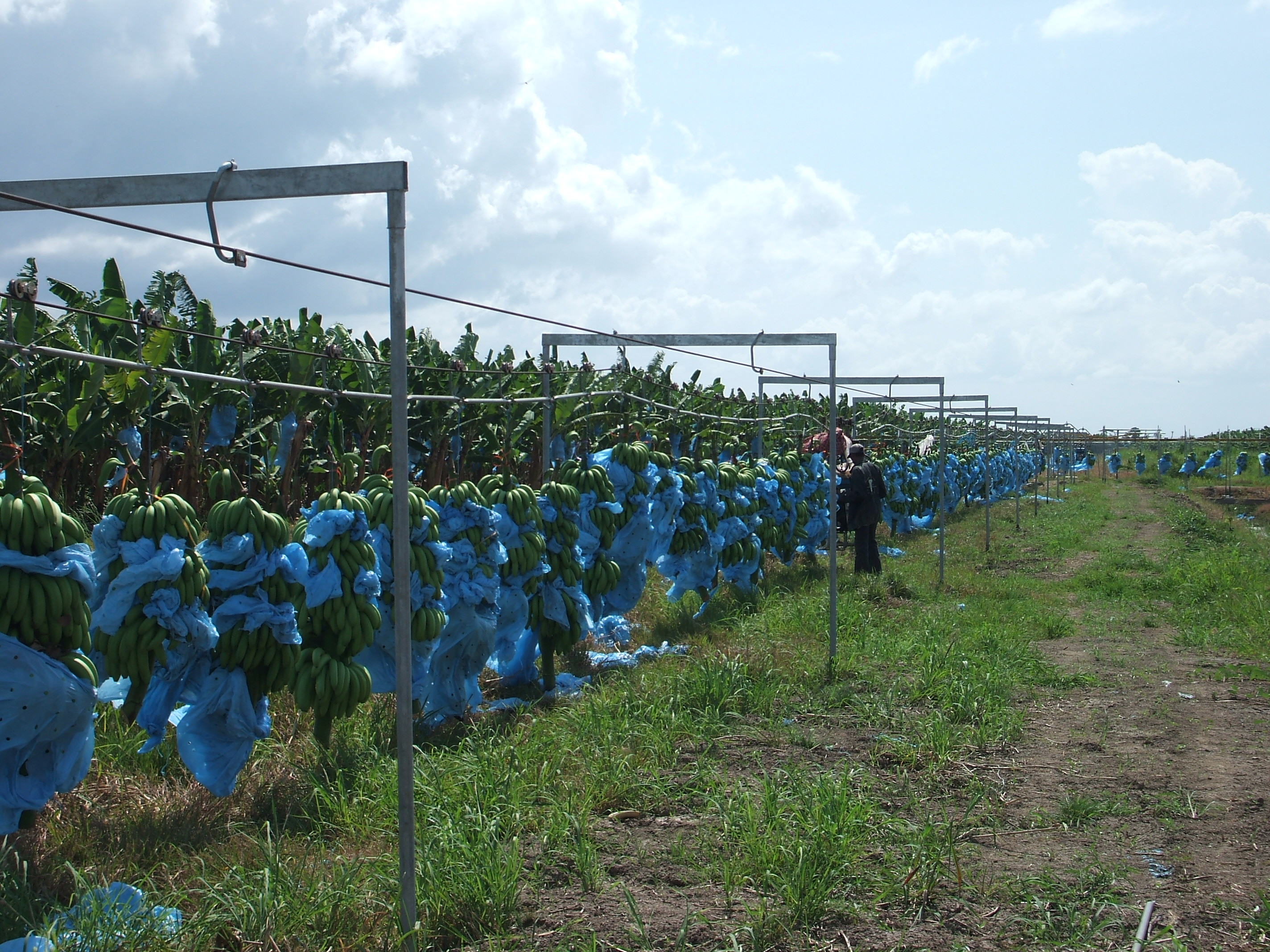
Cable vía para banano.

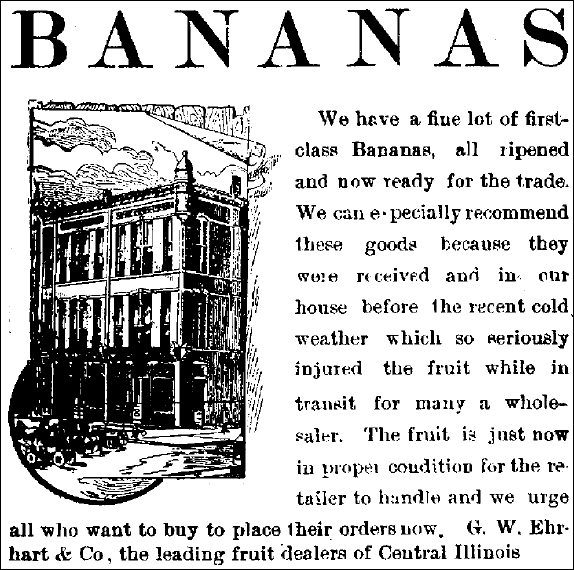
Publicidad de bananas en 1891-0214, Illinois, Estados Unidos.

## Historia
El banano (musa paradisiaca) fue traído al país por Fray Tomás de Berlanga desde las Islas Caimán alrededor del año 1860 y se cultivó comercialmente en Costa Rica a raíz de la necesidad de generar carga continua para el Ferrocarril al Atlántico, ya que el café al ser estacional no generaba suficiente uso para el tren. 
La primera exportación fue de 360 racimos dirigida a Nueva York, Estados Unidos.
El cultivo para fines comerciales se inició en 1872, en el Valle de Zent (Limón) con semillas traídas por Minor Keith de Panamá, de la variedad “Gros Michel”, conocido hoy día como banano criollo. Mediante contrato Keith obtuvo la explotación del ferrocarril por 99 años y la concesión de 333.333 hectáreas de tierra habilitadas por éste. Esto permitió iniciar exportaciones con alguna regularidad a partir de 1879, a Estados Unidos.
El 30 de marzo de 1899 se funda en Estados Unidos la United Fruit Co. que compró otras compañías en América Central y el Caribe, incluyendo las propiedades de Keith, quien se convirtió en el primer vicepresidente de esta compañía.  Gracias a concesiones de tierra, ferrocarriles, muelles y exención de impuestos United Fruit Co. creció en gran escala internacional a merced de los privilegios del monopolio y de los favores de los gobiernos. La United consigue su máximo poder a finales de la década de 1920; en ese momento esta compañía era en varios países de Centroamérica “un Estado dentro de otro Estado”. Las repúblicas centroamericanas fueron y aún son algunas veces conocidas con el término despectivo de “Banana  Republic” haciendo referencia del dominio que United tenía sobre esos gobiernos.
A inicio de 1928 la mayor parte de las plantaciones de banano fueron seriamente afectadas por el Mal de Panamá y la Sigatoka, lo que provocó que la United abandonara la actividad en la zona, el abandono total de operaciones en la zona de Turrialba y Jiménez ocurrió al inicio de 1935.
Ya antes, la Compañía Bananera de Costa Rica logró un acuerdo comercial con el gobierno de González Flores de crear un enclave en las tierras del sur, las autoridades no tenían permiso de ingresar a sus fincas, era una prohibición. A través de este convenio se explotaría por 100 años las llanuras de Parrita, Palmar, Piedras Blancas; Coto y Laurel a través de un monocultivo como el oro verde banano.
Entre el 4 de agosto y el 10 de septiembre de 1934, se lleva a cabo la huelga bananera más importante de la historia de Costa Rica hasta ese momento y por muchas décadas, un conflicto cuyas raíces alcanzan más de cinco décadas. Las causas son múltiples pero un papel de singular importancia, es el que juegan las identidades colectivas que se forjan al calor primero de la construcción de la vía férrea que comunica San José con la zona atlántica y luego por las luchas reivindicativas de los trabajadores y fortalecimiento del sindicalismo nacional que luego tuvo una importante participación en la visión laboral de todo el país, llegando a ser determinante en la reforma a la Constitución Política con las Garantías Sociales, la Caja Costarricense del Seguro Social y otras leyes y reglamentos que han configurado la vida social, política y económica de la Costa Rica actual. Aspectos que han contribuido a la calificación mundial de  país igualitario, democrático, con altos niveles de salud, educación y respeto a los derechos humanos.
En 1984 se decretó la salida oficial de la transnacional bananera y mucho de musa paradisiaca fue destruida por la “sigatoka negra”, pero la exportación ha continuado por productores nacionales.
En estas luchas sociales destacaron figuras míticas de la cultura tica como Isaías Marchena, Carlos Luis Fallas, Manuel Mora, Monseñor Víctor Sanabria, entre otros. Sus obras han tenido trascendencia internacional entre ellas los afamados libros de “Calufa” relatando avatares de la “zona” traducidos a más de 10 idiomas y usados como libros de texto en universidades y colegios de muchos países.
La “zona” vino a ser la piedra en el zapato que obligó a sacudir el andar de un país que vio con asombro y perplejidad como el cáncer del liberalismo económico salvaje se instaló en sus entrañas como si fuera una república autónoma, dañando sin escrúpulos la ecología, gente y cultura. De alguna manera fue un referente antitético de los ideales y valores culturales heredados de los ancestros y primeros colonos, una forma de entenderse por antítesis.

## Banano, cultura e identidad

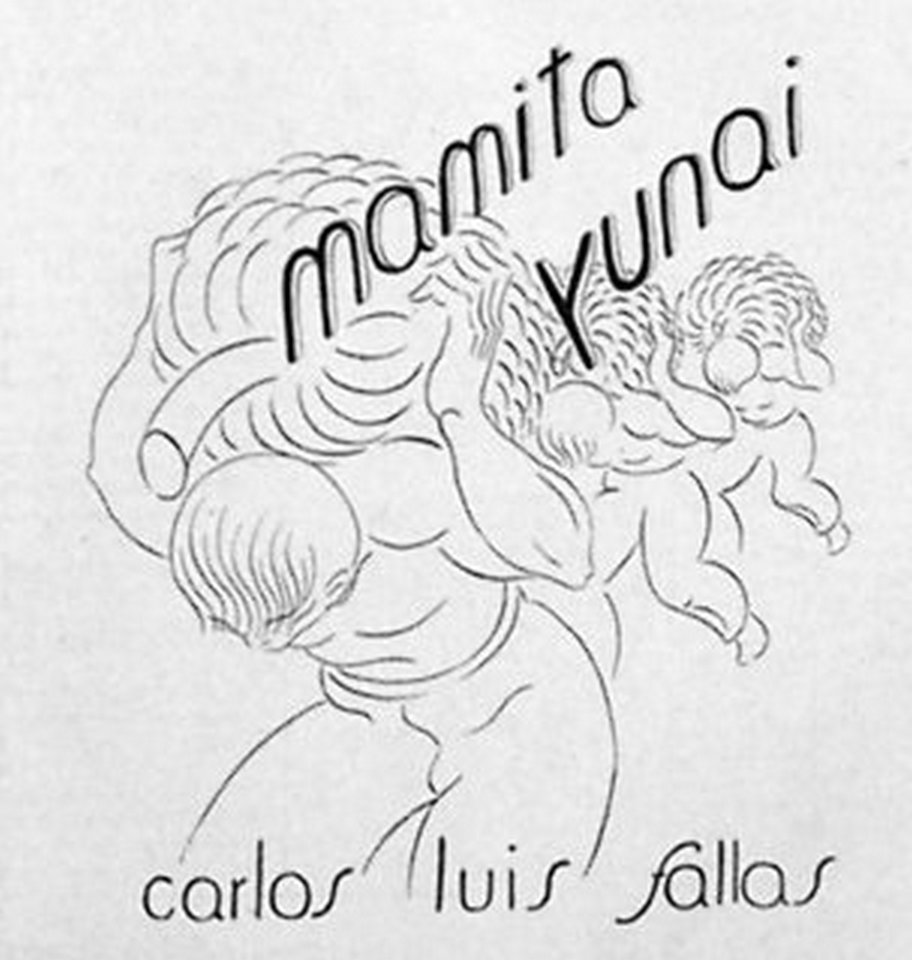
Mamita Yunai, de Carlos Luis Fallas, es un importante testimonio de esta cultura bananera.

La zona bananera y su dramática historia acaecida entre 1872 y 1985 es uno de los hechos contemporáneos que con sus realidades y leyendas más han contribuido a la mitología popular costarricense y como tal a modelar una identidad cultural matizada con los sentimientos sociales  solidarios consensuados, así como la percepción de la “hombría aventurera” del tico.
La “zona”  fue tal vez el primer destino para el “sueño americano” de los costarricenses, un limbo sin Dios ni ley, “tierra de hombres”, literalmente porque había un promedio de 1.000 hombres por cada 10 mujeres, miles de hombres negros, chinos, italianos, indígenas, nicaragüenses y “cartagos”, como les llamaban a los ticos provenientes del resto del país.
Una suerte de Siberia misteriosa donde había trabajo bien remunerado para cualquier hombre intrépido, o bien, prófugo de la justicia, cansado de una esposa inaguantable, con ganas de hacer dinero rápido, cambiar de vida o demostrar que era “muy macho”, o simplemente necesitado de trabajo para mantener a sus hijos estudiando en el Valle Central.
Todo una aventura a riesgo de morir en alguna de incontables peleas a machete, adquirir múltiples enfermedades, morir intoxicado por herbicidas y pesticidas, quedar estéril o mutilado, o todo junto, amén de dormir cada noche en una inmunda barraca llena de sudorosos hombres hacinados y sin los servicios sanitarios básicos, para luego salir a trabajar desde las 4:30am por unas 12 horas en medio de un sopor apoteósico producido por la combinación de altas temperaturas y humedad, más las persistentes lluvias varias veces al día. Así que las abundantes serpientes y escorpiones pasaban como un detalle.
En el 2016 continúa siendo símbolo de identidad, pero esta vez con la faceta de marca-país y su permanente esfuerzo de vivir en armonía con el ambiente, como cuando el Diario La República escribe: "...La Unión Europea coloca a la fruta costarricense como el mejor banano del mundo, ya que la industria bananera costarricense mantiene un proceso productivo sostenible con el aspecto social y ambiental", siendo reconocido como el mercado más exigente en el área agroalimenticia.

## Actualidad

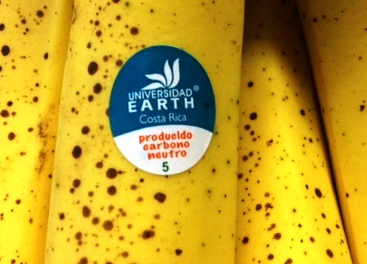
Banano orgánico de Costa Rica.

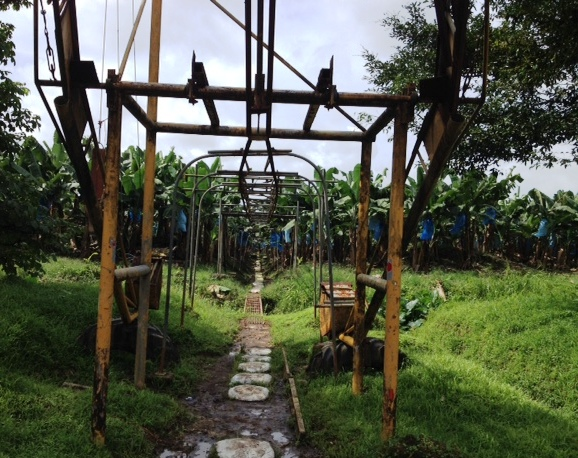
Carrileras en finca de banano de Costa Rica.

Con el paso del tiempo, en la costa del Pacífico, la producción bananera se fue trasladando de Parrita y Quepos a Golfito y otras zonas del sur, lugar importante para el desarrollo de la industria bananera. A partir de la década de los 1980 la provincia de Limón retomó su papel importante para la producción y exportación de banano. Los cultivos pertenecen a productores independientes y muchos de ellos agrupados en cooperativas y asociaciones, que exportan independientemente y/o venden el producto a comercializadoras transnacionales como Dole.
Las heridas sociales han sanado y ahora se entiende como parte importante de la historia y la identidad del ser tico, en tal sentido por ejemplo el Ministerio de Cultura está en proceso de declarar como patrimonio cultural y arquitectónico la antigua "zona americana" ubicada en Quepos, como resabio del último enclave bananero, habiendo procedido junto al Ministerio del Ambiente a implenetar un plan de restauración de las principales edificaciones con la colaboración de Ibo Bonilla y Rafael Víquez como arquitectos ambientalistas y expertos en restauración del patrimonio arquitectónco.
El (MAG) Ministerio de Agricultura junto a la Corporación Bananera Nacional (CORBANA), al CATIE (Centro Agronómico Tropical de Investigación y Enseñanza) y la EARTH (Escuela de Agricultura de la Región Tropical Húmeda) han implementado investigaciones científicas para obtener variedades resistentes a plagas y métodos de cultivo, orientados a la producción de banano orgánico libre de pesticidas y fertilizantes químicos.
CORBANA es una entidad pública no estatal, creada mediante una ley de la República de Costa Rica en el año 1971. Tiene como eje principal el desarrollo de la industria bananera en Costa Rica, asosorar, apoyar y servir al productor.
Esta institución desarrolla programas de investigación para fortalecer la calidad en el cultivo de banano, brinda al productor tecnología de punta, mantiene líneas de crédito para facilitar la operación y recuperación de las plantaciones frente a las catástrofes naturales en el Caribe de Costa Rica, entre otros compromisos para mejorar la industria.
El CATIE es un centro regional dedicado a la investigación y la enseñanza de posgrado en agricultura, manejo, conservación y uso sostenible de los recursos naturales. Sus miembros son Belice, Bolivia, Colombia, Costa Rica, El Salvador, Guatemala, Honduras, México, Nicaragua, Panamá, Paraguay, República Dominicana, Venezuela, el Instituto Interamericano de Cooperación para la Agricultura (IICA) y el Estado de Acre en Brasil.
La Universidad EARTH es un consorcio de universidades de primer nivel de múltiples países que aportan docentes, investigadores y estudiantes de las zonas del trópico húmedo.Fue fundada en 1986 por ley del Gobierno de la República de Costa Rica, como una institución internacional privada, sin fines de lucro, creada con el apoyo del Gobierno de Costa Rica, la Agencia de los Estados Unidos para el Desarrollo Internacional (USAID) y la Fundación W.K. Kellogg.
Los bananos EARTH son cultivados en su campus por medio de prácticas innovadoras y amigables con el ambiente para producir frutas saludables y de gran sabor, están certificados por Rainforest Alliance y son carbono neutral, libres de pesticidas y fertilizantes químicos. Este compromiso con la responsabilidad social ha logrado sus productos tengan la garantía comercial de Whole Foods.

## Variedades de banano
La variedad más cultivada en la actualidad es la Cavendish, que se destina para el mercado internacional, cuyos niveles de exportación ascendieron a 1.87 millones de toneladas métricas provenientes de las 43,313 hectáreas sensadas en el 2009.
La otra variedad de banano es la conocida como  "criollo" (Gros Michel). La mayoría de las organizaciones iniciaron a vender banano orgánico a inicios de los años noventa, siendo Nestle-Gerber el mayor comprador de banano criollo orgánico con la garantía de las agencias certificadoras más importantes del país (Eco-LOGICA o BSC Öko).
El cultivo de banano criollo está en manos de 1.946 pequeños productores (2009) en 4.358 hectáreas. La mayoría se encuentran en el Cantón de Talamanca (81,7%), seguido de Turrialba y alrededores (7,9%) para una producción estimada de 320,5 TM.

## Denominación de origen
El 3 de agosto de 2010, el banano de Costa Rica fue reconocido como denominación de origen por el gobierno de dicho país a petición de la empresa Corporación Bananera Nacional S.A.. A nivel internacional, el gobierno costarricense registró la denominación de origen ante la Organización Mundial de la Propiedad Intelectual, conforme al Sistema de Lisboa, el 1 de agosto de 2011.